# Cal Sabater (Palafrugell)
Cal Sabater és una obra de Llofriu, al municipi de Palafrugell (Baix Empordà) protegida com a Bé Cultural d'Interès Local.

## Descripció
Casa de tres plantes i tres eixos. L'emplaçament viari i els desnivells del terreny donen a l'edifici certa singularitat estructural amb tres façanes. La façana principal té l'entrada a nivell de la segona planta. La façana posterior està precedida i té l'accés a la planta baixa. A la façana de ponent continua la terrassa sobre una porxada amb sis voltes de canó i llunetes de pedra morterada. Aquesta terrassa i la tanca del pati ressegueix el traçat irregular del camí. Les obertures originals estan emmarcades amb pedra, amb ampits motllurats a les finestres. A la façana principal -carrer Segadors- predomina l'eix central on trobem la portalada d'arc escarser i una gran obertura amb balconada al pis. L'arc de la porta té una inscripció entre la creu en relleu i l'any 1826: HIC EST REQUIEST ET SOLATIUM JOANNI BATISTA ROCAS. L' interior ben conservat. Als baixos hi ha voltes de pedra, en origen eren dependències agrícoles.
Cal Sabater és el nom popular actual, amb el qual es designa la casa.
La inscripció de la porta indica que el nom original devia ser Can Rocas.